# Acalypha salvadorensis
Acalypha salvadorensis là một loài thực vật có hoa trong họ Đại kích. Loài này được Standl. mô tả khoa học đầu tiên năm 1924.